# جارون شيفر
جارون شيفر (بالألمانية: Jaron Schäfer)‏ هو لاعب كرة قدم ألماني في مركز الوسط، ولد في 14 يوليو 1993 في ألمانيا. لعب مع نادي ساربروكن ونادي هامبورغ 08.

## وصلات خارجية
- جارون شيفر على موقع قاعدة بيانات كرة القدم.إي يو (الإنجليزية)
- جارون شيفر على موقع بيانات كرة القدم. دي إي (الألمانية)
- جارون شيفر على موقع عالم كرة القدم.نت (الإنجليزية)